# Жан-Жак Амбер
Жан-Жак Амбер (фр. Jean-Jacques Ambert; 30 вересня 1765 — 20 листопада 1851) — французький дивізійний генерал, учасник наполеонівських та революційних воєн. Барон Франції (з 1815). Його ім'я нанесено під Тріумфальною аркою у Парижі.

## Біографія
Народився 1765 року в селищі Сен-Сере на півдні Франції. Службу розпочав добровольцем у 1780 році у флоті. Служив на французькому лінійному кораблі «Плутон», на борту якого брав участь у війні за незалежність США. Учасник бою біля Мартініки (1780), захоплення Тобаго та Чесапікської битви (1781). Пізніше, під командуванням адмірала Водрея у 1782 році бився біля островів Усіх Святих. Наступного року Ж. Ж. Амбер повернувся до Франції.
На початку війни першої коаліції у чині підполковника призначений командиром батальйону добровольців міста Лот і остаточно перейшов до сухопутної армії.
Завдяки вмілим діям, швидко просунувся по службі. У 1792—1795 роках служив у Мозельській армії. 22 вересня 1793 року зведений в бригадні генерали. 12 листопада 1793 року зведений в ранг дивізійного генерала.
У 1793 році командуючи лівим крилом армії Луї-Лазара Гоша був розбитий австрійцями при Кайзерслаутерні, але вдало керував облогою Люксембурга.
У 1795 році — виконувач обов'язків командувача Рейн-мозельської армії через відсутність генерала Жана Моро, потім служив під керівництвом Шарля Пішогрю.
Учасник блокади Келя (1796—1797), що завершилася перемогою австрійців.
У 1800 був посланий на Корсику, а потім переведений в Італійську армію. У 1803 році після змови Жоржа Кадудаля та пов'язаного з ним Шарля Пішогрю за участю Жана Моро він втратив довіру та відправлений у відставку.
Пізніше був призначений військовим губернатором на Гваделупу. У 1808 році, коли острів був охоплений цивільними заворушеннями, Амбер був знятий з цієї посади. Повернувшись до Франції, наполіг на судовому розгляді. Військова судова комісія під головуванням маршала імперії, одноголосно виправдала його 1812 року.
Того ж року він знову був призваний до армії та посланий в експедиційному корпусі на Гваделупу.
У 1813—1814 році брав участь у бойових діях у Франції та Голландії.
Під час Ста днів перейшов на бік Наполеона, очолив у 1815 році 9-у дивізію, забезпечував лінію оборони вздовж Уркського каналу, але в активних бойових діях не брав участі.
Незабаром після цього пішов із армії. У червні 1832 року остаточно пішов у відставку, 1835 року був обраний Головою колоніальної Ради у Гваделупі, ефективно боровся за ліквідацію рабства на острові.